# Hendley S. Bennett
Hendley Stone Bennett (* 7. April 1807 bei Franklin, Tennessee; † 15. Dezember 1891 ebenda) war ein US-amerikanischer Politiker. Zwischen 1855 und 1857 vertrat er den zweiten Wahlbezirk des Bundesstaates Mississippi im US-Repräsentantenhaus.

## Werdegang
Hendley Bennett wurde zwar in Tennessee geboren, kam aber schon früh nach West Point in Mississippi, wo er die öffentlichen Schulen besuchte. Nach einem Jurastudium und seiner 1830 erfolgten Zulassung als Rechtsanwalt begann er in Columbus in seinem neuen Beruf zu arbeiten. Zwischen 1846 und 1854 war er als Richter tätig.
Bennett wurde Mitglied der Demokratischen Partei. 1854 wurde er als deren Kandidat in das US-Repräsentantenhaus in Washington, D.C. gewählt, wo er am 4. März 1855 William Taylor Sullivan Barry ablöste. Da er bei den nächsten Wahlen von seiner Partei nicht für eine Wiederwahl nominiert wurde, konnte Bennett bis zum 3. März 1857 nur eine Legislaturperiode im Kongress absolvieren.
Nach dem Ende seiner Zeit im Kongress arbeitete Bennett wieder als Rechtsanwalt in Columbus. 1859 zog er nach Paris in Texas, wo er ebenfalls als Anwalt praktizierte. Zwischen dem 5. August 1861 und dem 31. August 1862 war Bennett Soldat in der Armee der Konföderierten Staaten und nahm als solcher im Rang eines Captain am Bürgerkrieg teil. Anschließend arbeitete er wieder als Anwalt. Im Jahr 1886 kehrte Hendley Bennett in seinen Geburtsort Franklin zurück. Auch dort praktizierte er als Rechtsanwalt. Er starb im Jahr 1891 und wurde in Franklin beigesetzt.